# ハッスルゆうちゃん
『ハッスルゆうちゃん』は、今村洋子による日本の漫画作品。1964年から1967年まで『週刊マーガレット』（集英社）にて連載された。1965年第6回講談社児童まんが賞受賞。

## 内容
小学6年生の明るくて活発な女の子ゆうちゃんを中心に起こる子供達の日常生活をほのぼのと描いた作品。

## 登場人物

### 三田村家の人たち
- ゆうちゃん
- みどりおねえさん
- かおるおねえさん
- おとうさん
- おかあさん

### ゆうちゃんの友達
- 大作くん（ボーイフレンド）

- かっぱちゃん
- おまめちゃん
- むさしくん（ボーイフレンド）

## 単行本
- 若木書房ジュニアコミックスシリーズ 全9巻
- 若木書房ティーンコミックスシリーズ 全7巻
- 集英社漫画文庫 全2巻